# Porolohmannella violacea
Porolohmannella violacea is een mijtensoort uit de familie van de Halacaridae. De wetenschappelijke naam van de soort is voor het eerst geldig gepubliceerd in 1879 door Kramer.